# Rio Senouire
Senouire é um rio do departamento de Haute-Loire, França, com 63,2 km de comprimento e afluente do rio Allier.

## Comunas atravessadas
Ao longo do seu percurso passa sucessivamente pelas seguintes comunas, ordenadas da nascente até à foz: Sembadel, Bonneval, La Chaise-Dieu, Malvières, La Chapelle-Geneste, Connangles, Saint-Pal-de-Senouire, La Chapelle-Bertin, Collat, Josat, Sainte-Marguerite, Mazerat-Aurouze, Paulhaguet, Salzuit, Domeyrat, Frugières-le-Pin, Lavaudieu, Fontannes, Vieille-Brioude